# خیابان‌های خون
خیابان‌های خون (به انگلیسی: Streets of Blood) فیلمی در ژانر اکشن است که در سال ۲۰۰۹ منتشر شد.
فیلمبرداری در شروپورت، لوئیزیانا بود و از جمله برخی از نماها در استودیوی موج لوئیزیانا انجام شد.

## خلاصه فیلم
دو پلیس در نیو اورلئان به بررسی قتل یکی از همکاران پلیس‌شان در طول توفان کاترینا مشغول می‌شوند و همین موضوع آن‌ها را به سمت دنیای زیرزمینی جرم و جنایت سوق می‌دهد.

## بازیگران
- وال کیلمر در نقش اندی دورو
- فیفتی سنت در نقش استن جانسون
- خوزه پابلو کانتیلو در نقش پپه
- مایکل بین در نقش مایکل براون
- شارون استون در نقش نینا فرارو